# Cantón de Vitry-le-François-Oeste
El cantón de Vitry-le-François-Oeste era una división administrativa francesa, que estaba situada en el departamento de Marne y la región de Champaña-Ardenas.

## Composición
El cantón estaba formado por diez comunas:
- Blacy
- Courdemanges
- Drouilly
- Glannes
- Huiron
- Loisy-sur-Marne
- Maisons-en-Champagne
- Pringy
- Songy
- Vitry-le-François (fracción)

## Supresión del cantón de Vitry-le-François-Oeste
En aplicación del Decreto nº 2014-208 de 21 de febrero de 2014, el cantón de Vitry-le-François-Oeste fue suprimido el 22 de marzo de 2015 y sus 10 comunas pasaron a formar parte del nuevo cantón de Vitry-le-François-Champaña y Der.